# Черемшанська сільська рада (Тюменцевський район)
Черемша́нська сільська рада (рос. Черемшанский сельский совет) — сільське поселення у складі Тюменцевського району Алтайського краю Росії. Адміністративний центр — село Черемшанка.

## Населення
Населення — 534 особи (2019; 633 в 2010, 928 у 2002).

## Склад
До складу сільської ради входять:
| Населений пункт       | Населення, осіб (2002) | Населення, осіб (2010) |
| --------------------- | ---------------------- | ---------------------- |
| Кулундінський, селище | 276                    | 138                    |
| Черемшанка, село      | 652                    | 495                    |